# Liga 1 Pro din Guineea
Liga 1 Pro este o competiție de fotbal amator care repezintă primul eșalon din sistemul competițional fotbalistic din Guinea.

## Echipele sezonului 2009-10
- AS Ashanti Golden Boys (Goldfield) [Siguiri]
- AS Baraka Djoma (Conakry)
- AS Batè Nafadji (Kindia)
- AS des Mineurs de Sangarédi (Boké)
- Kaloum Star (Conakry)
- ASFAG (Conakry)
- Athlético de Coléah (Conakry)
- Club Espoir de Labé (Labé)
- Club Industriel de Kamsar (Kamsar)
- Etoile de Guinée (Conakry)
- Fello Star (Labé)
- Hafia FC  (Conakry)
- Horoya Athlétique Club (Conakry)
- Satellite FC (Conakry)

## Campioane
| - 1965 : Conakry I - 1966 : Conakry II - 1967 : Conakry II - 1968 : Conakry II - 1969 : Conakry I - 1970 : Conakry I - 1971 : Hafia FC (Conakry) - 1972 : Hafia FC (Conakry) - 1973 : Hafia FC (Conakry) - 1974 : Hafia FC (Conakry) - 1975 : Hafia FC (Conakry) - 1976 : Hafia FC (Conakry) - 1977 : Hafia FC (Conakry) - 1978 : Hafia FC (Conakry) - 1979 : Hafia FC (Conakry) | - 1980 : Kaloum Star (Conakry) - 1981 : Kaloum Star (Conakry) - 1982 : Hafia FC (Conakry) - 1983 : Hafia FC (Conakry) - 1984 : Kaloum Star (Conakry) - 1985 : Hafia FC (Conakry) - 1986 : Horoya AC (Conakry) - 1987 : Kaloum Star (Conakry) - 1988 : Horoya AC (Conakry) - 1989 : Horoya AC (Conakry) - 1990 : Horoya AC (Conakry) - 1991 : Horoya AC (Conakry) - 1992 : Horoya AC (Conakry) - 1993 : Kaloum Star (Conakry) - 1994 : Horoya AC (Conakry) | - 1995 : Kaloum Star (Conakry) - 1996 : Kaloum Star (Conakry) - 1998 : Kaloum Star (Conakry) - 2000 : Horoya AC (Conakry) - 2001 : Horoya AC (Conakry) - 2002 : Satellite FC (Conakry) - 2003 : ASFAG (Conakry) - 2004 : nu s-a disputat din cauza problemelor financiare - 2005 : Satellite FC (Conakry) - 2006 : Fello Star - 2007 : Kaloum Star (Conakry) - 2008 : Fello Star - 2009 : Fello Star - 2010 : |  |

## Titluri după club
| Club                                 | Oraș    | Titluri | Ultimul titlu |
| ------------------------------------ | ------- | ------- | ------------- |
| Hafia FC [incluzând Conakry II]      | Conakry | 15      | 1985          |
| AS Kaloum Star [incluzând Conakry I] | Conakry | 12      | 2007          |
| Horoya AC                            | Conakry | 9       | 2001          |
| Fello Star                           | Labé    | 3       | 2009          |
| Satellite FC                         | Conakry | 2       | 2005          |
| ASFAG Conakry                        | Conakry | 1       | 2003          |